# Jody Fortson
Joseph Demarius Fortson Jr., detto Jody (Buffalo, 7 dicembre 1995), è un giocatore di football americano statunitense che milita nel ruolo di tight end per i Kansas City Chiefs della National Football League (NFL).

## Carriera

### Kansas City Chiefs
Un wide receiver al college, Fortson si spostò nel ruolo di tight end e firmò con i Kansas City Chiefs il 13 maggio 2019 dopo non essere stato scelto nel Draft. Fu svincolato il 31 agosto 2019 e rifirmò con la squadra di allenamento il giorno successivo. Vi rimase per tutta la stagione, con i Chiefs che vinsero il Super Bowl LIV contro i San Francisco 49ers. Il 5 febbraio 2020 rifirmò con la squadra. Fu svincolato il 5 settembre 2020 e rifirmò con la squadra di allenamento il giorno successivo.
Il 9 febbraio 2021 Fortson rifirmò con i Chiefs, riuscendo a entrare nel roster attivo per l'inizio della stagione regolare. Fece registrare la sua prima ricezione contro i Baltimore Ravens nel secondo turno. Il suo primo touchdown lo segnò la settimana seguente contro i Los Angeles Chargers. Il 23 ottobre fu inserito in lista infortunati. Il 10 dicembre 2021 fu inserito nella lista riserve/COVID-19. La sua annata si chiuse con due marcature.
Nel 2022 Fortson disputò 13 partite, di cui la prima come titolare, con 9 ricezioni per 108 yard e 2 touchdown.

## Palmarès
- Super Bowl : 3

Kansas City Chiefs: LIV, LVII, LVIII
- American Football Conference Championship: 4

Kansas City Chiefs: 2019, 2020, 2022, 2023